# Бельграно (Буэнос-Айрес)
Бельграно (исп. Belgrano) — северный район города Буэнос-Айрес, столицы Аргентины.

## Расположение
К юго-востоку от Бельграно расположен район Палермо, к северо-западу — Нуньес, к юго-западу — районы Кольян, Вилья-Уркиса, Вилья-Ортузар и Коллехиалес.

## История

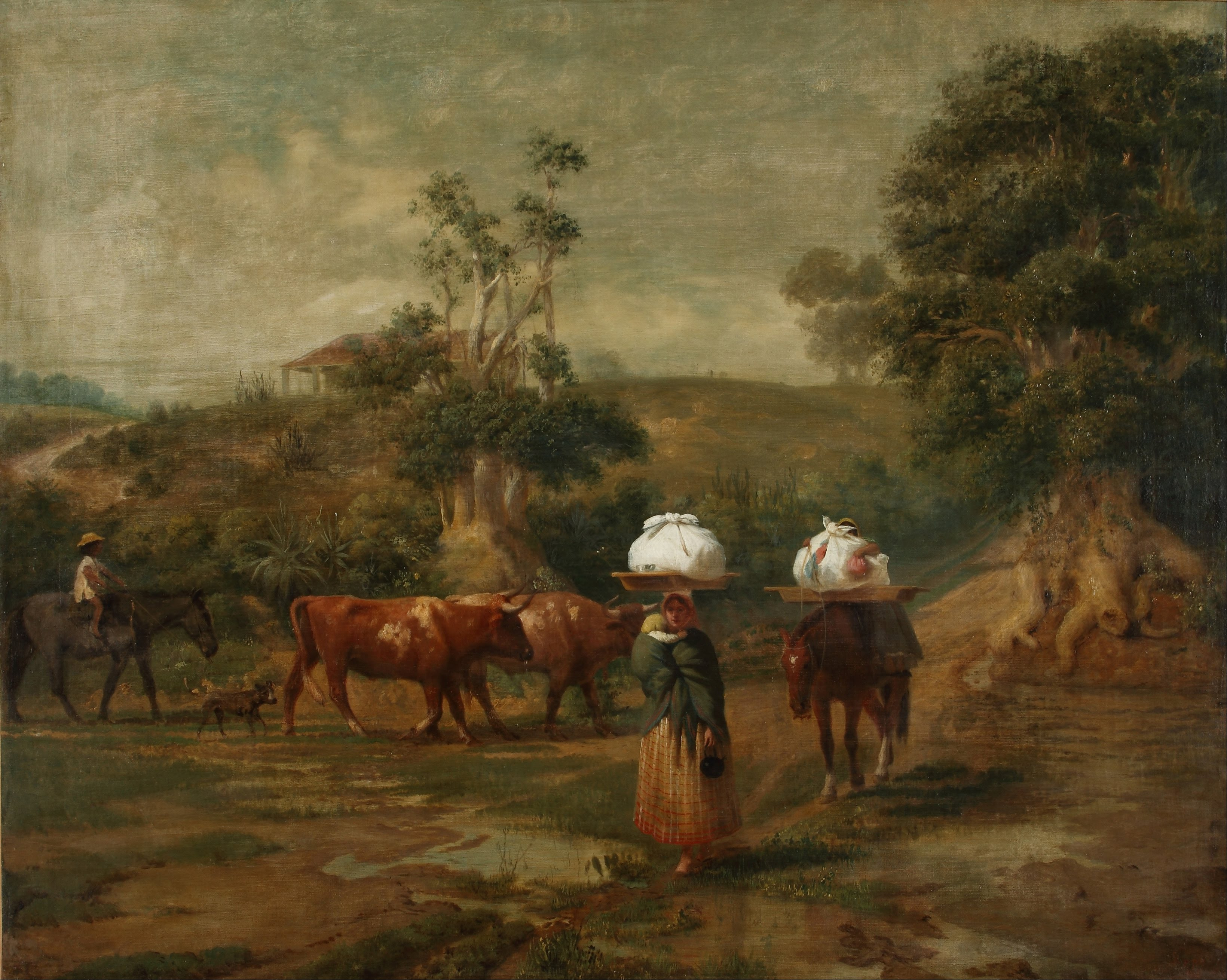
Прачки в Бахо-Бельграно, картина Прилидиано Пуэйрредона, 1865 год.

Нынешний район Бельграно был назван в честь Мануэля Бельграно, политического и военного лидера, создателя национального флага Аргентины. В 1820 году, после смерти Бельграно, законодательный орган Буэнос-Айреса издал закон, по которому следующий основанный город получит его имя. Это произошло в 1855 году, когда правительство Буэнос-Айреса, опасаясь, что родственники Хуана Мануэля де Росаса оспорят правительственное решение об экспроприации земель Росаса, заложило новое поселение город и назвало его Бельграно. Вскоре из-за своего бурного роста оно получило статус города, а в 1880 году Бельграно в течение нескольких недель было столицей Аргентины из-за конфликта между национальным правительством и провинцией Буэнос-Айрес о статусе города Буэнос-Айрес. Именно в Бельграно был издан закон, объявлявший Буэнос-Айрес федеральной столицей Аргентины.

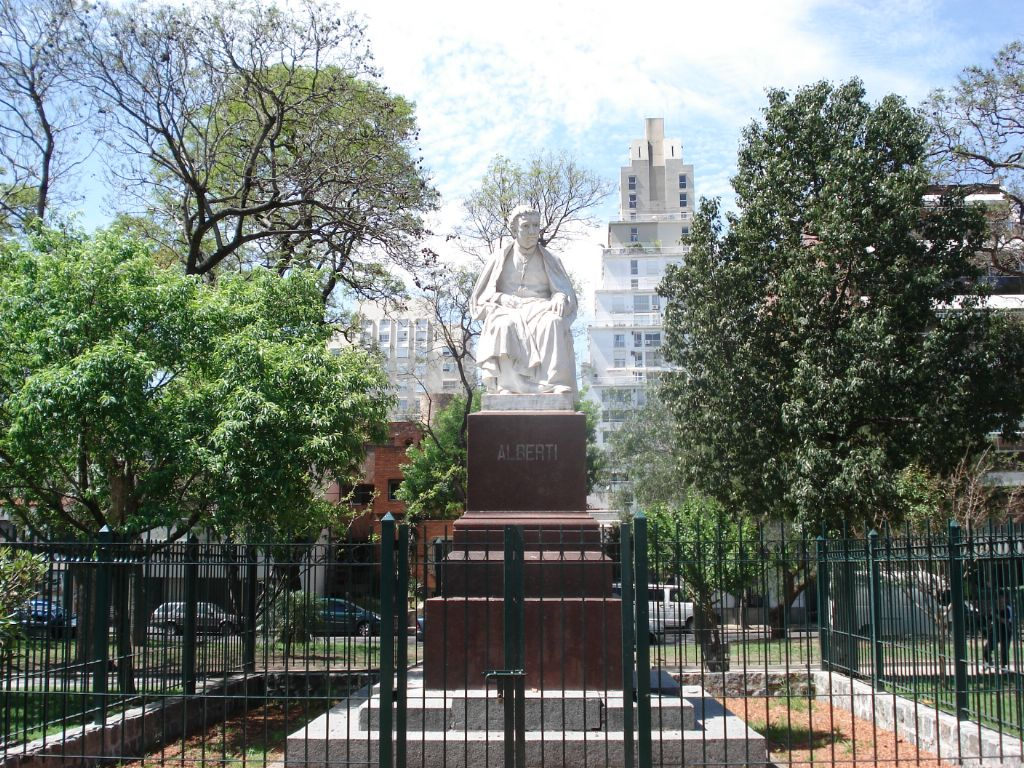
Площадь Альберти.

В 1887 году федеральный округ был расширен за счет присоединения городов Бельграно и Флорес. Район дал название языку бельгранодойч, представляющему собой смесь немецкого и испанского языков, на котором говорят в Буэнос-Айресе, особенно в окрестностях Бельграно.

## Описание

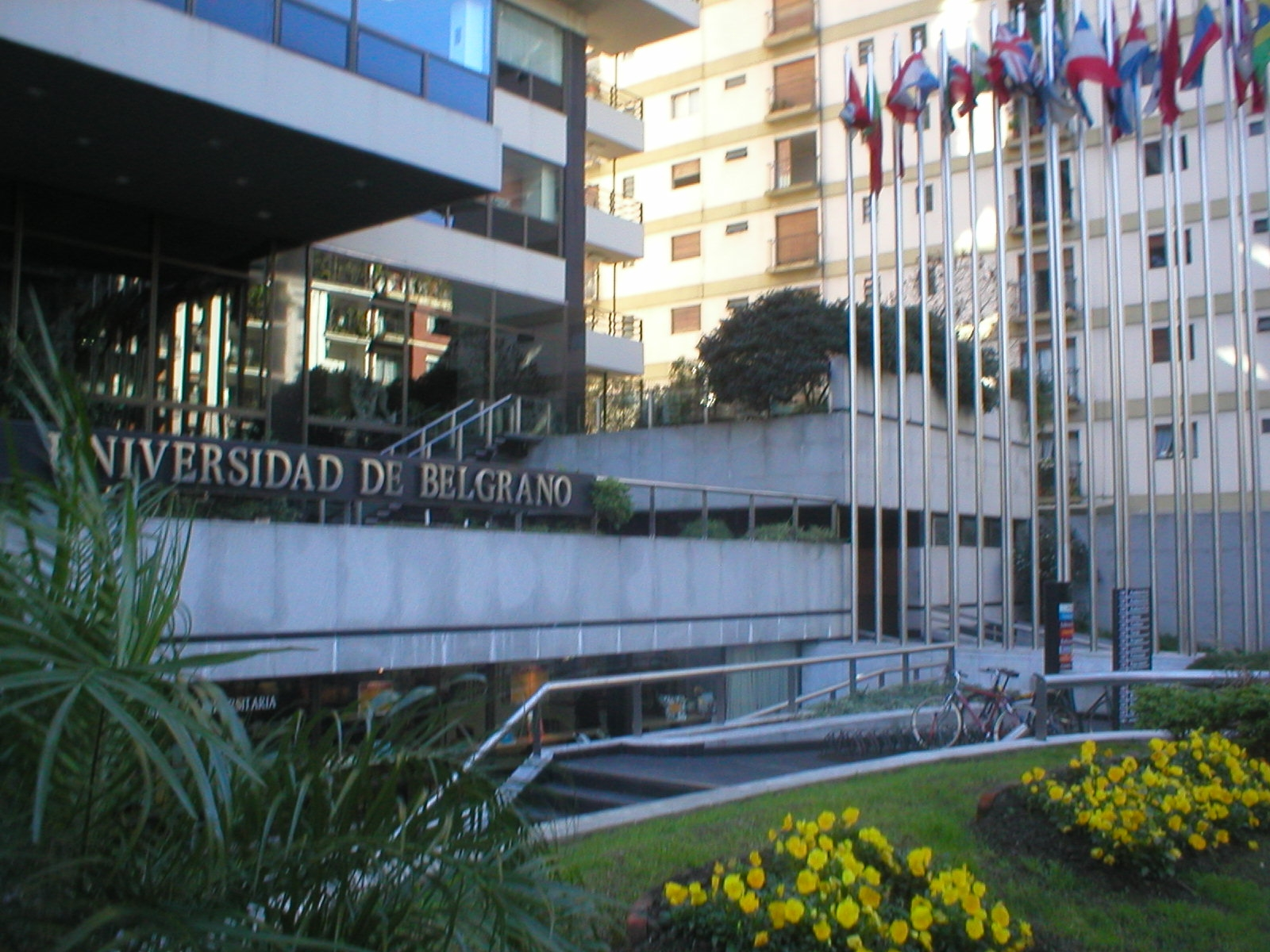
Фасад Университета Бельграно

Бельграно — это район, где проживают преимущественно представители зажиточного среднего класса. Его можно условно поделить на кварталы Бельграно R, Бельграно C, центральный Бельграно и Нижний Бельграно (Bajo Belgrano). Роль главной улицы Бельграно играет Авенида Кабильдо, проходящая с северо-запада на юго-восток. Линия D метрополитена Буэнос-Айреса тянется вдоль неё. 
На Авениде Кабильдо с интенсивным автомобильным движением работают кафе, продуктовые магазины, кинотеатры, специализированные магазины, бутики одежды, книжные магазины и т.д.. Пешеходы особенно многочисленны в выходные дни после обеда, так как портеньос (жители Буэнос-Айреса) из различных районов города прибывают сюда за покупками.
Большинство наиболее крупных домов района расположено в непосредственной близости от Авениды Кабильдо. Многоэтажные роскошные жилые дома находятся на зелёных улицах, окружающих частный Университет Бельграно.

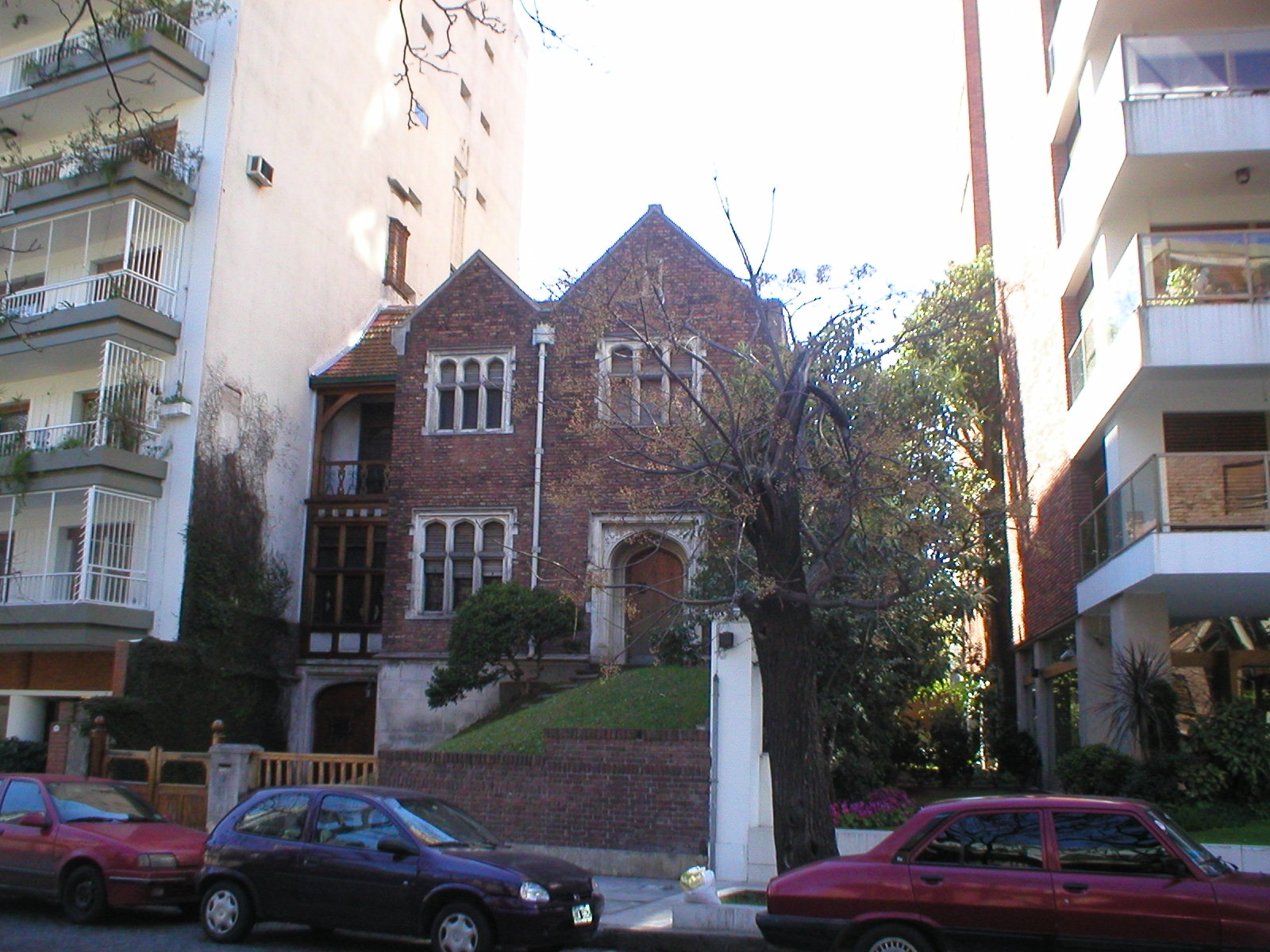
Значительное количество старых частных домов было заменено на многоэтажки в местах плотной застройки района Бельграно.

К западу от авеню Крамер лежит квартал Бельграно R, преимущественно жилой с низкой плотностью застройки. Он характеризуется тихими улицами с большими и тенистыми деревьями. Большинство зданий в этом квартале являются отдельные односемейные дома в англосаксонских архитектурных стилях, некоторые резиденции обладают просторными задними дворами с бассейнами. В Бельграно R предпочитают селиться богатые аргентинцы и иностранные бизнесмены.
В Бельграно C расположен маленький Китайский квартал. Район переполнен ресторанами и специализированными продуктовыми магазинами, обслуживающими аргентинцев азиатского происхождения и более широкую публику. 

## Транспорт
Бельграно обслуживается Линией D метрополитена Буэнос-Айреса, многими автобусными маршрутами (наиболее известен Colectivo 60) и двумя пригородными железнодорожными линиями. Примерно в 1,5 км к западу от Бельграно находится Авенида Хенераль Пас, крупная автомагистраль с ограниченным доступом, которая определяет границы Буэнос-Айреса.  

## Достопримечательности
Парк Барранкас-де-Бельграно был спроектирован известным французско-аргентинским ландшафтно-парковым архитектором Карлосом Тайсом, который разработал множество подобных объектов по всему Буэнос-Айресу. Парк располагается в нескольких кварталах к северу от Университета Бельграно.
На площади Мануэля Бельграно регулярно проводится местная ярмарка ремесленников, которая становится особенно оживлённой по выходным. Там же установлен небольшой бюст Мануэля Бельграно. 
На краю площади расположена церковь Инмакулада Консепсьон, которую местные жители называют "Ла Редонда" (круглая) из-за её соответствующего плана. Во второй половине дня в этой церкви проводится множество свадеб. На улицах Хураменто и Куба находятся соответственно два музея: Ларрета и Сармьенто. Музей Ларрета посвящён преимущественно испанскому искусству и расположен в бывшей частной резиденции писателя Энрике Ларреты, спроектированной архитектором Эрнесто Бунге в 1882 году. В Историческом музее Сармьенто выставлены предметы, принадлежащие бывшим президентам Аргентины Доминго Фаустино Сармьенто и Николасу Авельянеде. Он расположен на территории бывшей ратуши Бельграно, в которой национальный конгресс проводил свои сессии, в то время когда Бельграно был столицей Аргентинской Республики. В пределах района находится стадион «Ривер Плейта» и сборной Аргентины по футболу «Монументаль».